# Amphiodia occidentalis
Amphiodia occidentalis is een slangster uit de familie Amphiuridae.
De wetenschappelijke naam van de soort werd in 1860 gepubliceerd door Theodore Lyman.